# Hisonotus insperatus
Hisonotus insperatus är en fiskart som beskrevs av Heraldo A. Britski och Julio C. Garavello 2003. Hisonotus insperatus ingår i släktet Hisonotus och familjen Loricariidae. Inga underarter finns listade i Catalogue of Life.